# كلير فيليبس (رسامة)
كلير فيليبس (بالإنجليزية: Claire Phillips)‏ هي رسامة بريطانية، ولدت في 31 ديسمبر 1963 في هامرسميث في المملكة المتحدة.

## وصلات خارجية
- الموقع الرسمي